# Het vreugdevuur van onsterfelijkheid
Het vreugdevuur van onsterfelijkheid (Russisch: Костёр бессмертия, Kostor bessmertija) is een Sovjetfilm uit 1955/1956.

## Film
Deze speelfilm werd gemaakt door de Kiev Film Studio. Igor Lukovsky en Abram Naroditsky waren verantwoordelijk voor het scenario omtrent het leven van Giordano Bruno gespeeld door Vladimir Druzhnikov. Naroditsky was tevens filmregisseur en filmproducent. De film ging op 22 augustus 1956 in première. 

## Muziek
Aram Chatsjatoerjan schreef 28 stukjes muziek bij deze film lopend van een introductie tot aan een finale. 
Chatsjatoerjan schreef de filmmuziek voor een uitgebreid symfonieorkest met partijen voor gitaar en mandolines:
- 3 dwarsfluiten (III ook piccolo), 3 hobo's (III ook althobo), 3 klarinetten (III ook basklarinet), 2 fagotten
- 4 hoorns, 3 trompetten, 3 trombones, 1 tuba
- pauken, percussie, 2 gitaar, 2 mandolines, harp, 2 pianos
- violen, altviolen, celli, contrabassen

De filmmuziek werd opgenomen door het Orkest van het Ministerie van Cultuur onder leiding van Konstantin Simenov. 
Loris Tjeknavorian nam in oktober 1995 delen uit de filmmuziek op met het Philharmonisch Orkest van Armenië voor het platenlabel ASV Records (DCA 966). Zij noemden het Eeuwige vlam en schreven er in de toelichting bij dat er van de muziek een suite (duur circa 14 minuten) is gemaakt. Muziekuitgeverij Sikorski kent echter geen suite van deze film. Het album vertoont de titels: 1: Ouverture (in plaats van introductie), 2: Bruno’s terugkeer naar zijn vaderland, 3: Opstandelingen nemen Bruno gevangen in het bos, 4: Bruno voor de kerkraad, 5: Verbanning en wandeling, 6: Dans voor de koningin, De slag en Christus, 7: Finale. De opnamen maakten deel uit van een serie gewijd aan muziek van de Armeense componist; het bleef voor zover bekend de enige opname van deze filmmuziek (op de film na).